# Alfred Huet du Pavillon
Alfred Huet du Pavillon fue un botánico francés (1829, Blain - 1907, Frohsdorf).
Fue un alumno de Alphonse Pyrame de Candolle (1806-1893) desde 1851 a 1852, y conservador de su herbario de 1852 a 1856. En parte con su hermano y colega, Édouard (1819-1908), realizó numerosas campañas de recolecciones y herborizaciones en Italia, en los Pirineos, y en el sur de Francia.

## Honores

### Epónimos
- (Apiaceae) Huetia Boiss.[1]

- La abreviatura «A.Huet» se emplea para indicar a Alfred Huet du Pavillon como autoridad en la descripción y clasificación científica de los vegetales.[2]